# Битва за Космач
Битва за Космач (також Рушірський Бій) — шестиденна битва між повстанцями УПА та каральними загонами НКВС у селі Космач. Тривав з 30 січня до 5 лютого і завершився тактичною та стратегічною перемогою повстанців.

## Перебіг подій

### 30 січня
30 січня радянське командування стягнуло до контрольованого повстанцями селища Космач 31, 33 і 87 прикордонні загони та деякі інші радянські формування заради захоплення, прозваної енкаведистами, «бандерівської столиці». Того ж дня почався наступ. Бійці УПА, побачивши атакуючих ворогів, не квапилися йти в бій, а відійшли в навколишні ліси. Окупанти ж вирішили зайнятися терором проти цивільних. Проте через декілька годин упівці повернулися до села та відкрили вогонь по ворогам. Бій тривав безперервно три дні.

### 2 лютого
Через три дні каральні загони потрапили в оточення, до того ж у них майже повністю вичерпалися боєприпаси та амуніція. Тож бійці по радіо зв'язалися з бійцями зі Станіславу, і попросили підріплення — 256 радянський полк на чолі з підполковником Алєксєєм Дергачовим. Проте повстанцям вдалося перехопити радіограму, і вони наперед знали, що до ворога їде підкріплення, і вирішило не допустити прибуття підкріплення. Командування видало наказ — закріпитися на Коломийсько-Космацькій Дорозі і стояти насмерть. В цей час командир відділу був важко поранений, і командування перейшло до рук Мирослава Симчича, який знайшов рельєф, підходящий для засідки — дорога зусібіч була оточена горами і впиралася у річку. Згодом бандерівці знищили міст, і закріпилися.

### 3 лютого
На ранок наступного дня на дорозі з'явилися 12 вантажівок, повністю переповненими бійцями НКВС та амуніцією, а також один легковик із командиром. Всі вони зупинилися біля річки, побачивши, що моста вже немає. Згодом Симчич дав команду стріляти. Зав'язалася двохгодинна стрілянина, в ході якої бійці УПА втратили лише 3 солдатів (вбитими), а комуністи — до 250. В ході бою було повністю знищено радянське підкріплення. За словами Симчича, знищених московитів ніхто не рахував через занадто велику кількість вбитих, а в штаб повідомили, що ліквідували двісті солдат. В ході бою знищено і командувача армади НКВСівців підполковника Алєксєя Дергачова, який також відзначився у Зимовій Війні, масовими депортаціями кримських татар до Середньої Азії і чеченців та інгушів до Казахстану.

### 4-5 лютого
Нове підкріплення так і не було підіслано. Цим вирішили скористатися курінь «Скажені» та дві упівські сотні «гайдамаків», розпочавши контратаку з метою ліквідації котла. Було вбито ще 80 карателів. Котел ліквідовано до 5 лютого. Втрати УПА достименно не відомі, але точно відомо, що безпосередньо під час засідки на колону радянських карателів упівці втратили 3 солдат вбитими, а їх командир Мирослав Симчич був важко поранений в ліву руку.